# Lista atacurilor cu rachete din invazia Rusiei în Ucraina (februarie 2022)
Acesta este segmentul din februarie 2022 al listei atacurilor cu rachete executate de toate părțile implicate în invazia Rusiei în Ucraina din 2022. Nu sunt enumerate loviturile cu rachete neghidate efectuate de forțele de aviație, artilerie, sisteme de lansare multiplă și sisteme S-300. Obiectivele enumerate în coloana „obiectiv lovit” nu sunt în mod necesar cele țintite – în unele cazuri, se referă la locul căderii rachetelor care s-au prăbușit în zbor sau au fost distruse de sisteme anti-rachetă.
Pagina principală: Lista atacurilor cu rachete din invazia Rusiei în Ucraina (2022–prezent). Listele pe luni:
- 2022 – ian · feb · mar · apr · mai · iun · iul · aug · sep · oct · noi · dec
- 2023 – ian · feb · mar · apr · mai · iun · iul · aug · sep · oct · noi · dec
- 2024 – ian · feb · mar · apr · mai · iun

## Februarie 2022
| Atacuri executate de partea ucraineană | Atacuri executate de partea ucraineană | Atacuri executate de partea ucraineană | Atacuri executate de partea ucraineană     | dată       | Atacuri executate de partea rusă                                                                             | Atacuri executate de partea rusă | Atacuri executate de partea rusă | Atacuri executate de partea rusă | Atacuri executate de partea rusă                 |
| regiune                                | localitate                             | tipul rachetei                         | obiective lovite                           | dată       | regiune | localitate                       | tipul rachetei                   | interceptate                     | obiective lovite victime: uciși \| răniți        |
| -------------------------------------- | -------------------------------------- | -------------------------------------- | ------------------------------------------ | ---------- | --- | -------------------------------- | -------------------------------- | -------------------------------- | ------------------------------------------------ |
| Rusia, Eisk                            | Rusia, Eisk                            | —                                      | neidentificat                              | 24.02.2022 | regiunea Liov                                                                                                | Brodî                            | Kalibr⁠(d)                        | 0/3                              | infrastructură militară victime: 0 \| 1          |
|                                        |                                        |                                        |                                            | 24.02.2022 | regiunea Liov                                                                                                | Kameanka-Buzka                   | Kalibr⁠(d)                        | 0/2+                             | infrastructură militară victime: 0 \| 1          |
| Novîi Kalîniv                          | Kalibr⁠(d)                              | 0/5                                    |                                            | 24.02.2022 | regiunea Liov                                                                                                |                                  |                                  |                                  | infrastructură militară victime: 0 \| 1          |
| regiunea Ivano-Frankivsk               | Ivano-Frankivsk                        | Kalibr⁠(d)                              | 0/4                                        | 24.02.2022 | depozit de combustibil și uleiuri                                                                            |                                  |                                  |                                  |                                                  |
| regiunea Ivano-Frankivsk               | Kornîci                                | Kalibr⁠(d)                              | 0/2                                        | 24.02.2022 | aerodrom militar victime: 0 \| 5                                                                             |                                  |                                  |                                  |                                                  |
| regiunea Volînia                       | Luțk                                   | —                                      | 0/6                                        | 24.02.2022 | aerodrom militar                                                                                             |                                  |                                  |                                  |                                                  |
| regiunea Hmelnîțkîi                    | Starokosteantîniv                      | —                                      | —                                          | 24.02.2022 | aerodrom militar                                                                                             |                                  |                                  |                                  |                                                  |
| regiunea Vinița                        | Tulciîn                                | —                                      | —                                          | 24.02.2022 | infrastructură militară                                                                                      |                                  |                                  |                                  |                                                  |
| regiunea Vinița                        | Teplîk                                 | —                                      | —                                          | 24.02.2022 | infrastructură militară                                                                                      |                                  |                                  |                                  |                                                  |
| regiunea Vinița                        | Bohonîkî                               | —                                      | —                                          | 24.02.2022 | infrastructură militară                                                                                      |                                  |                                  |                                  |                                                  |
| regiunea Jîtomîr                       | Ozerne                                 | —                                      | 0/2+                                       | 24.02.2022 | aerodrom militar victime: 6 \| 2                                                                             |                                  |                                  |                                  |                                                  |
| regiunea Cerkasî                       | Uman                                   | —                                      | 0/1                                        | 24.02.2022 | infrastructură civilă victime: 1 \| 5                                                                        |                                  |                                  |                                  |                                                  |
| regiunea Poltava                       | Mîrhorod                               | —                                      | 0/2                                        | 24.02.2022 | aerodrom militar                                                                                             |                                  |                                  |                                  |                                                  |
| regiunea Cernihiv                      | Nijîn                                  | —                                      | —                                          | 24.02.2022 | punct de comandă al aerodromului Serviciului național pentru situații de urgență al Ucrainei victime: 0 \| 6 |                                  |                                  |                                  |                                                  |
| Kiev                                   | Kiev                                   | H-31⁠(d)                                | 1/1                                        | 24.02.2022 | interceptare de apărarea anti-rachetă a Ucrainei                                                             |                                  |                                  |                                  |                                                  |
| regiunea Kiev                          | Brovarî                                | —                                      | 0/2                                        | 24.02.2022 | infrastructură militară victime: 6 \| 12                                                                     |                                  |                                  |                                  |                                                  |
| regiunea Kiev                          | Bila Țerkva                            | —                                      | —                                          | 24.02.2022 | infrastructură militară și civilă                                                                            |                                  |                                  |                                  |                                                  |
| regiunea Kiev                          | Borîspil                               | —                                      | —                                          | 24.02.2022 | infrastructură militară și civilă                                                                            |                                  |                                  |                                  |                                                  |
| regiunea Kiev                          | Vasîlkiv                               | —                                      | —                                          | 24.02.2022 | infrastructură militară și civilă                                                                            |                                  |                                  |                                  |                                                  |
| regiunea Kiev                          | Vilcea⁠(d)                              | —                                      | —                                          | 24.02.2022 | infrastructură militară și civilă                                                                            |                                  |                                  |                                  |                                                  |
| regiunea Kiev                          | Kalînivka                              | —                                      | —                                          | 24.02.2022 | infrastructură militară și civilă                                                                            |                                  |                                  |                                  |                                                  |
| regiunea Kiev                          | Luhovîkî                               | —                                      | —                                          | 24.02.2022 | infrastructură militară și civilă                                                                            |                                  |                                  |                                  |                                                  |
| regiunea Kiev                          | Novi Petrivți                          | —                                      | —                                          | 24.02.2022 | infrastructură militară și civilă                                                                            |                                  |                                  |                                  |                                                  |
| regiunea Kiev                          | Olșanîțea                              | —                                      | —                                          | 24.02.2022 | infrastructură militară și civilă                                                                            |                                  |                                  |                                  |                                                  |
| regiunea Kiev                          | Plesețke                               | —                                      | —                                          | 24.02.2022 | infrastructură militară și civilă                                                                            |                                  |                                  |                                  |                                                  |
| regiunea Kiev                          | Prîpeat                                | —                                      | —                                          | 24.02.2022 | infrastructură militară și civilă                                                                            |                                  |                                  |                                  |                                                  |
| regiunea Kiev                          | Rahivka                                | —                                      | —                                          | 24.02.2022 | infrastructură militară și civilă                                                                            |                                  |                                  |                                  |                                                  |
| regiunea Odesa                         | Lipețchi                               | —                                      | 0/2                                        | 24.02.2022 | infrastructură militară victime: 22 \| 6                                                                     |                                  |                                  |                                  |                                                  |
| regiunea Odesa                         | Karolino-Bugaz                         | —                                      | 0/1                                        | 24.02.2022 | infrastructură militară                                                                                      |                                  |                                  |                                  |                                                  |
| regiunea Odesa                         | Hrîbivka                               | —                                      | 0/1                                        | 24.02.2022 | infrastructură militară                                                                                      |                                  |                                  |                                  |                                                  |
| regiunea Odesa                         | Buialîk⁠(d)                             | —                                      | 0/2                                        | 24.02.2022 | infrastructură militară                                                                                      |                                  |                                  |                                  |                                                  |
| regiunea Mîkolaiiv                     | Oceac                                  | —                                      | —                                          | 24.02.2022 | port victime: 0 \| 4                                                                                         |                                  |                                  |                                  |                                                  |
| regiunea Dnipropetrovsk                | Dnipro                                 | —                                      | 0/1                                        | 24.02.2022 | infrastructură aeroportuară victime: 0 \| 0                                                                  |                                  |                                  |                                  |                                                  |
| regiunea Dnipropetrovsk                | Krivoi Rog                             | —                                      | —                                          | 24.02.2022 | infrastructură militară                                                                                      |                                  |                                  |                                  |                                                  |
| regiunea Dnipropetrovsk                | Marhaneț                               | —                                      | —                                          | 24.02.2022 | infrastructură militară                                                                                      |                                  |                                  |                                  |                                                  |
| regiunea Dnipropetrovsk                | Krasnopillea                           | —                                      | —                                          | 24.02.2022 | infrastructură militară                                                                                      |                                  |                                  |                                  |                                                  |
| regiunea Zaporijjea                    | Berdeansk                              | —                                      | 0/2                                        | 24.02.2022 | infrastructură militară                                                                                      |                                  |                                  |                                  |                                                  |
| regiunea Zaporijjea                    | Zaporijjea                             | —                                      | —                                          | 24.02.2022 | aerodrom militar                                                                                             |                                  |                                  |                                  |                                                  |
| regiunea Zaporijjea                    | Melitopol                              | —                                      | —                                          | 24.02.2022 | infrastructură militară                                                                                      |                                  |                                  |                                  |                                                  |
| regiunea Zaporijjea                    | Prîmorskîi Posad                       | —                                      | —                                          | 24.02.2022 | infrastructură militară                                                                                      |                                  |                                  |                                  |                                                  |
| regiunea Zaporijjea                    | Kameanka-Dniprovska                    | —                                      | —                                          | 24.02.2022 | infrastructură civilă victime: 0 \| 0                                                                        |                                  |                                  |                                  |                                                  |
| regiunea Harkov                        | Harkov                                 | —                                      | —                                          | 24.02.2022 | neidentificat                                                                                                |                                  |                                  |                                  |                                                  |
| regiunea Harkov                        | Ciuguev                                | —                                      | 0/1                                        | 24.02.2022 | infrastructură civilă victime: 2 \| 2                                                                        |                                  |                                  |                                  |                                                  |
| regiunea Donețk                        | Vuhledar                               | Tocika⁠(d)                              | 0/1                                        | 24.02.2022 | spital victime: 4 \| 10                                                                                      |                                  |                                  |                                  |                                                  |
| regiunea Donețk                        | Donețk                                 | Tocika⁠(d)                              | 0/1                                        | 24.02.2022 | neidentificat                                                                                                |                                  |                                  |                                  |                                                  |
| Rusia, Millerovo⁠(d)                    | Rusia, Millerovo⁠(d)                    | Tocika⁠(d)                              | infrastructură militară și aparate de zbor | 25.02.2022 | Kiev | Kiev                             | Iskander⁠(d)                      | 0/1                              | infrastructură civilă                            |
|                                        |                                        |                                        |                                            | 25.02.2022 | Kiev | Kiev                             | —                                | 0/1                              | clădire de locuit                                |
| regiunea Kiev                          | Termahivka                             | Iskander⁠(d)                            | 0/2                                        | 25.02.2022 | unități de tehnică militară                                                                                  |                                  |                                  |                                  |                                                  |
| regiunea Rivne                         | Rivne                                  | —                                      | 0/1                                        | 25.02.2022 | Aeroportul Rivne                                                                                             |                                  |                                  |                                  |                                                  |
| regiunea Hmelnîțkîi                    | Starokosteantîniv                      | Kalibr⁠(d)                              | 0/5                                        | 25.02.2022 | aerodrom militar                                                                                             |                                  |                                  |                                  |                                                  |
| regiunea Kirovohrad                    | Kropîvnîțkîi                           | —                                      | —                                          | 25.02.2022 | infrastructură militară                                                                                      |                                  |                                  |                                  |                                                  |
| regiunea Poltava                       | Mîrhorod                               | —                                      | 1/1                                        | 25.02.2022 | interceptare de apărarea anti-rachetă a Ucrainei                                                             |                                  |                                  |                                  |                                                  |
| Marea Neagră                           | Marea Neagră                           | —                                      | —                                          | 25.02.2022 | cargoul „Namura Queen”                                                                                       |                                  |                                  |                                  |                                                  |
| regiunea Luhansk                       | Rovenkî                                | Tocika⁠(d)                              | depozit petrolier                          | 26.02.2022 | Kiev | Kiev                             | —                                | 0/1                              | clădire de locuit                                |
|                                        |                                        |                                        |                                            | 26.02.2022 | Kiev | Kiev                             | —                                | 1/1                              | interceptare de apărarea anti-rachetă a Ucrainei |
| regiunea Hmelnîțkîi                    | Starokosteantîniv                      | —                                      | 4/4                                        | 26.02.2022 | interceptare de apărarea anti-rachetă a Ucrainei                                                             |                                  |                                  |                                  |                                                  |
| regiunea Jîtomîr                       | Ozerne                                 | —                                      | 0/6                                        | 26.02.2022 | aerodrom militar victime: 0 \| 0                                                                             |                                  |                                  |                                  |                                                  |
| regiunea Sumî                          | Ahtîrka                                | —                                      | 0/3                                        | 26.02.2022 | infrastructură militară                                                                                      |                                  |                                  |                                  |                                                  |
| 27.02.2022                             | Kiev                                   | Kiev                                   | —                                          | 1/1        | interceptare de apărarea anti-rachetă a Ucrainei                                                             |                                  |                                  |                                  |                                                  |
| 27.02.2022                             | regiunea Volînia                       | Volodîmîr                              | —                                          | —          | infrastructură militară                                                                                      |                                  |                                  |                                  |                                                  |
| 27.02.2022                             | regiunea Jîtomîr                       | Jîtomîr                                | Iskander⁠(d)                                | 0/1        | Aeroportul Jîtomîr                                                                                           |                                  |                                  |                                  |                                                  |
| 27.02.2022                             | regiunea Mîkolaiiv                     | Nicolaev                               | —                                          | —          | Aeroportul Nicolaev                                                                                          |                                  |                                  |                                  |                                                  |
| 28.02.2022                             | Kiev                                   | Kiev                                   | Iskander⁠(d)                                | 0/1        | neidentificat                                                                                                |                                  |                                  |                                  |                                                  |
| 28.02.2022                             | regiunea Kiev                          | Bila Țerkva                            | —                                          | 0/2        | infrastructură militară                                                                                      |                                  |                                  |                                  |                                                  |
| 28.02.2022                             | regiunea Kiev                          | Vasîlkiv                               | —                                          | —          | clădiri de locuit victime: 4 \| 5                                                                            |                                  |                                  |                                  |                                                  |
| 28.02.2022                             | regiunea Kiev                          | Kalînivka                              | —                                          | —          | clădiri de locuit victime: 4 \| 5                                                                            |                                  |                                  |                                  |                                                  |
| 28.02.2022                             | regiunea Kiev                          | Brovarî                                | Iskander⁠(d)                                | 0/1        | neidentificat                                                                                                |                                  |                                  |                                  |                                                  |
| 28.02.2022                             | regiunea Harkov                        | Harkov                                 | —                                          | 0/16       | infrastructură civilă                                                                                        |                                  |                                  |                                  |                                                  |